# Torre HSBC
Torre HSBC è un grattacielo situato sul Paseo de la Reforma a Città del Messico. Si trova di fronte alla rotonda della Colonna dell'indipendenza, ed è la sede centrale di HSBC Mexico. La sua costruzione è terminata nel 2006, con un costo approssimativo di 150 milioni di dollari. Ha 23 piani di uffici e 12 di parcheggio, arrivando a 136 metri di altezza. È uno degli edifici più alti di Città del Messico.
La torre HSBC è un green building, ovvero un edificio "amico dell'ambiente" il primo del suo genere in America Latina. L'edificio è certificato con il (Leadership in Energy and Environmental Design) del US Green Building Council.

## Inaugurazione
L'inaugurazione della nuova Torre HSBC fu il 5 aprile 2006, alla presenza del Presidente del Messico Vicente Fox, sua moglie Marta Sahagun, il segretario de "Hacienda y Credito Publico" Francisco Gil Diaz e il governatore del Banco del Messico Guillermo Ortíz, tra gli altri.